# Ga văn phòng Suseong-gu
Ga văn phòng Suseong-gu là ga trên Tàu điện ngầm Daegu tuyến 2 ở Beomeo-dong, Suseong-gu, Daegu, Hàn Quốc. Văn phòng quận Suseong nằm gần Ga Beomeo hơn Ga văn phòng Suseong-gu.

## Liên kết
- (tiếng Hàn) Trạm thông tin mạng Lưu trữ ngày 28 tháng 2 năm 2014 tại Wayback Machine từ Tổng công ty đường sắt cao tốc đô thị Daegu